# Emmapiramide

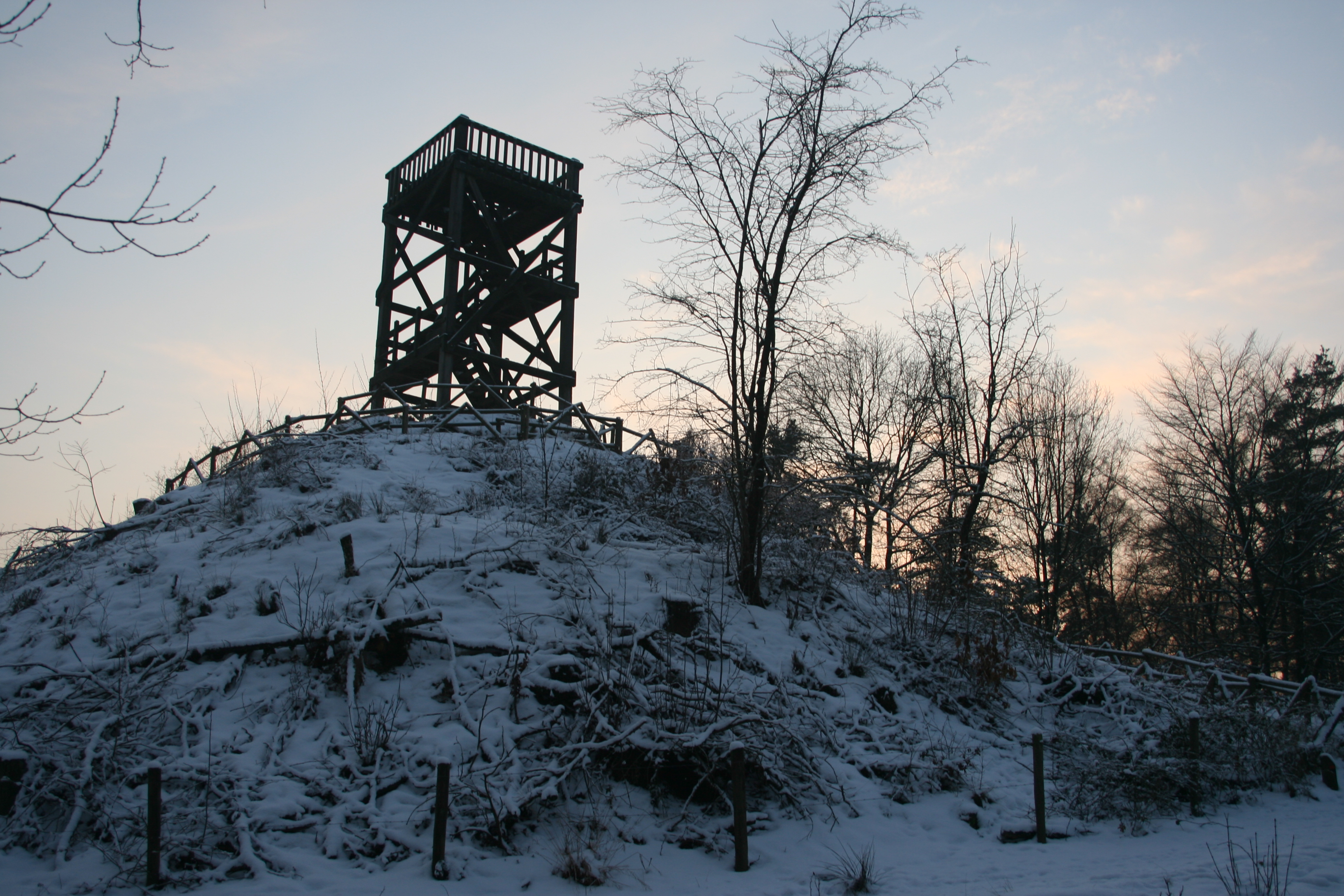
De (oude) Emmapiramide in de winter

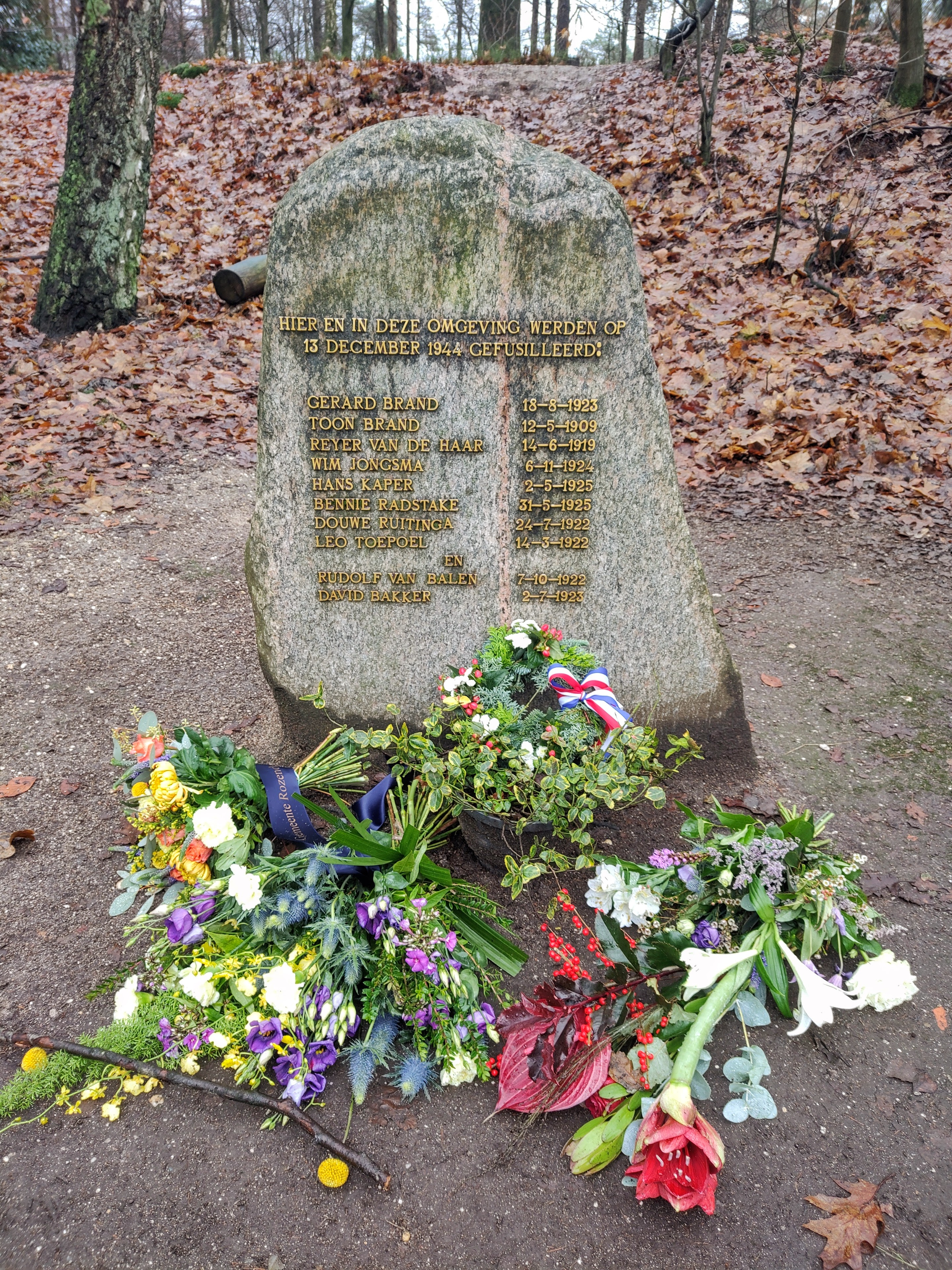
Monument ter nagedachtenis aan tien mannen die hier op 13 december 1944 zijn gefusilleerd.

De Emmapiramide is een kunstmatige uitkijkheuvel op de grens van de gemeenten Rozendaal en Rheden aan de Kluizenaarsweg. De heuveltop zelf is 98 meter hoog met daarop een houten uitzichttoren van 30 meter. De Emmapiramide is vrij toegankelijk voor bezoekers. Op heldere dagen is het mogelijk om vanaf de toren Duitsland te zien liggen.

## Geschiedenis
In 1891 werd er voor de werkverschaffing op de Kluizenaarsberg een uitkijkheuvel gebouwd met als doel het waarnemen van eventuele bosbranden. Later veranderde de naam van de uitkijkberg in Emmaheuvel naar de toen regerende koningin Emma. Weer later, in 1934, werd er op de Emmaheuvel een 8 meter hoge houten uitkijktoren geplaatst voor nog betere waarnemingen. Door de houten grondkeringen die op de heuvel werden geplaatst om aardverzakkingen te voorkomen, had de heuvel wel iets weg van een piramide.

## Gebruik en aanpassingen
De piramide is niet meer in gebruik als brandtoren. Sinds 1949 is er aan de kop van de Koningsweg een nieuwe brandtoren verrezen, die tot in de jaren '80 dienst deed. Bij de Emmapiramide is een monument geplaatst voor tien mannen die hier in 1944, tijdens de Tweede Wereldoorlog, zijn geëxecuteerd.
In 2012 is de uitzichttoren 5 meter verhoogd. De verhoging was nodig, omdat het bos rond de toren zodanig was gegroeid, dat boomkruinen het uitzicht belemmerden. In 2018 werd het oriëntatiebord vervangen door een geheel metalen exemplaar ontworpen door kunstenaar Ralph Lambertz.
De Emmapiramide is eigendom van de gemeente Rheden, maar staat in de gemeente Rozendaal. Dit komt doordat het gebied, ook bekend als het Rozendaalsche veld, zogenaamde geërfdengrond is, die door de 'Geërfden van Velp' in 1920 onder stringente voorwaarden is geschonken aan de gemeente Rheden, die sindsdien verantwoordelijk is voor het beheer.

## Sportevenementen
In de wielerwedstrijd Veenendaal-Veenendaal Classic is de Emmapiramide vaak een belangrijke beklimming. Op 8 mei 2016 ging de derde etappe van de Ronde van Italië 2016 over de Posbank welke was opgenomen als helling, daarna ging de route over de Emmapiramide welke niet was opgenomen als gecategoriseerde helling. Op 23 juni 2024 werd de Emmapiramide opgenomen in het Nederlands kampioenschap wielrennen op de weg, de mannen beklommen de helling 5 maal voorafgegaan door de Posbank. Ook bij de vrouwen en beloften werd de helling meermaals opgenomen. 

## Galerij

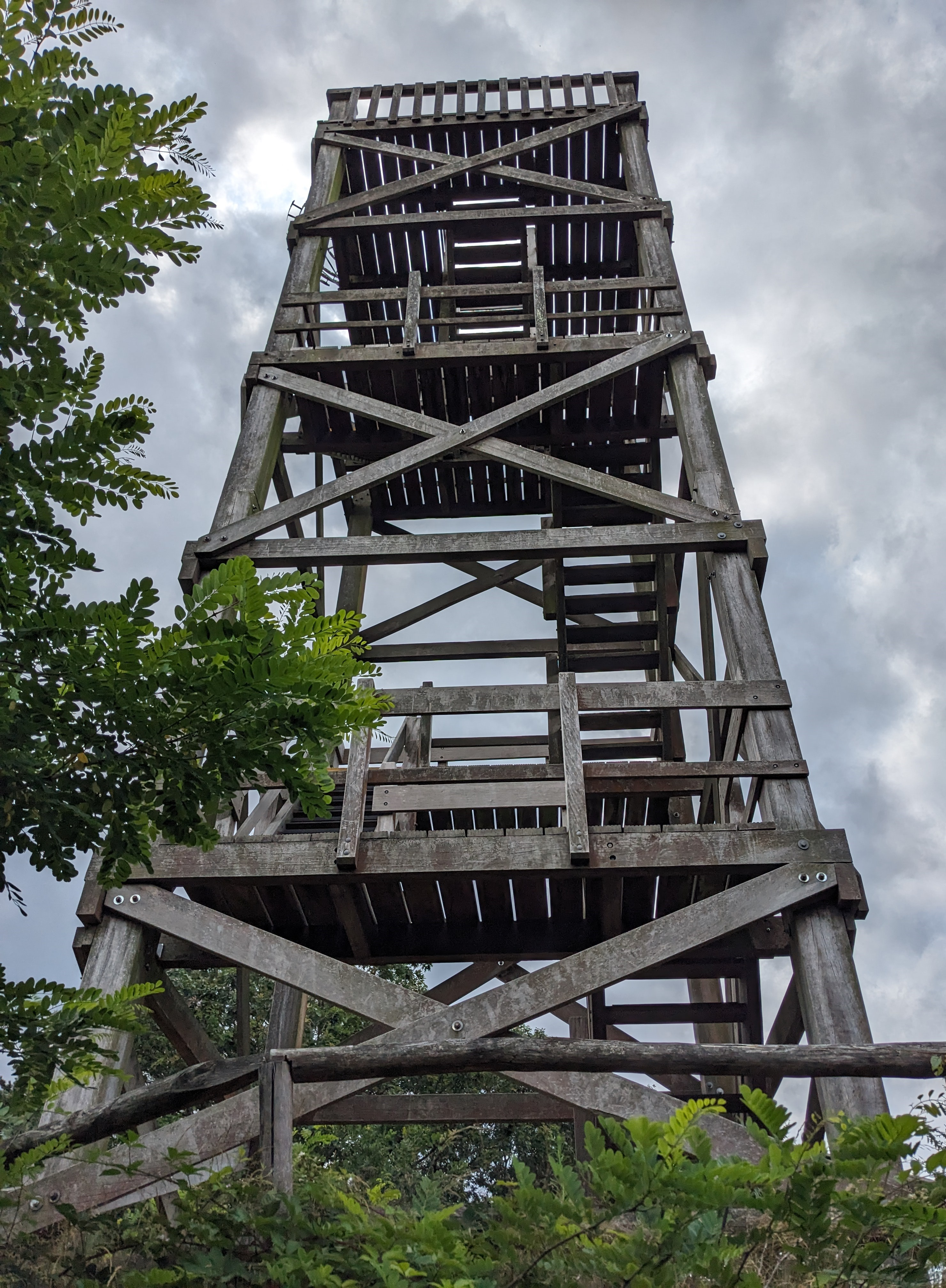
De verhoogde Emmapiramide anno 2023
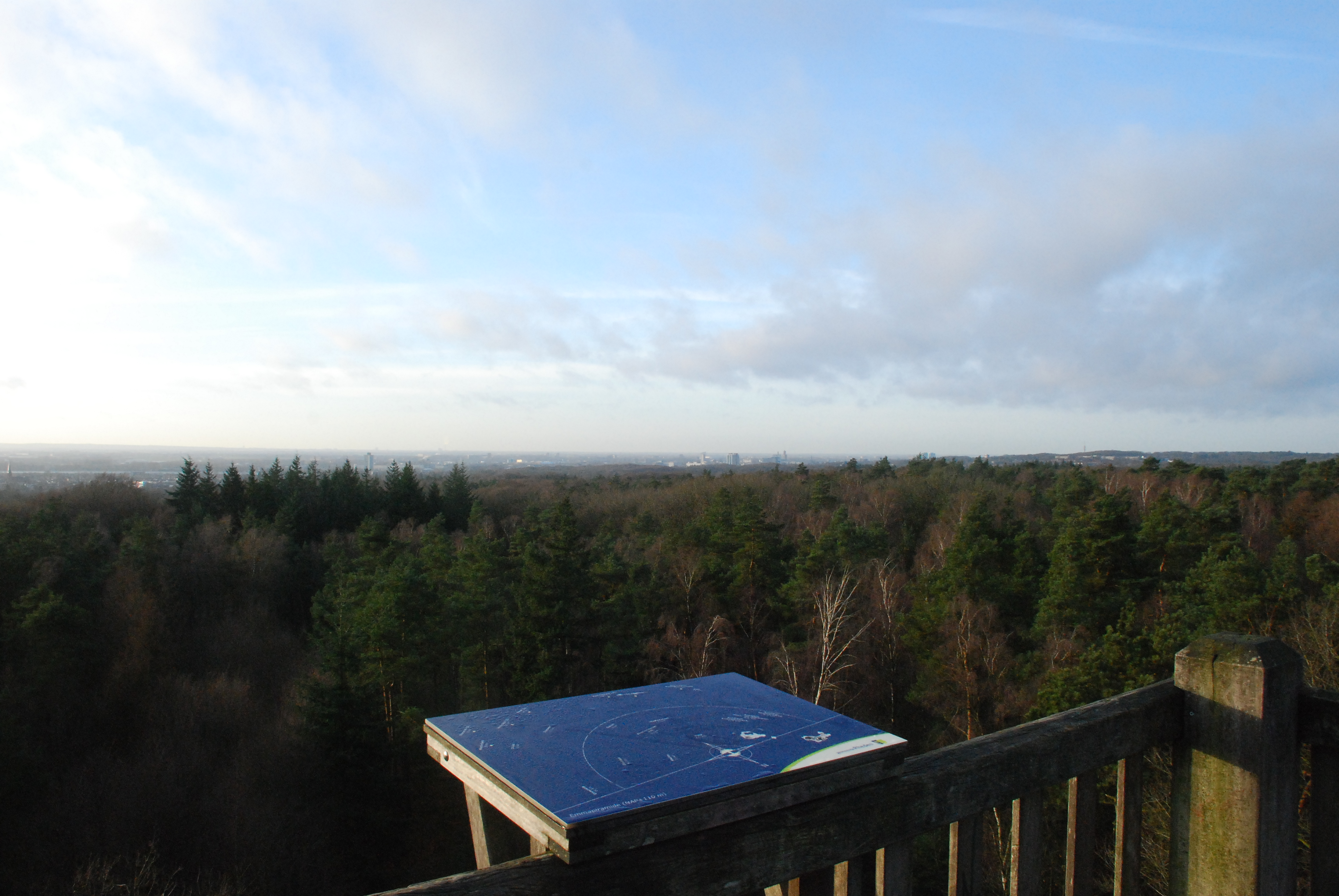
Uitzicht vanaf de Emmapiramide met het oude oriëntatiebord
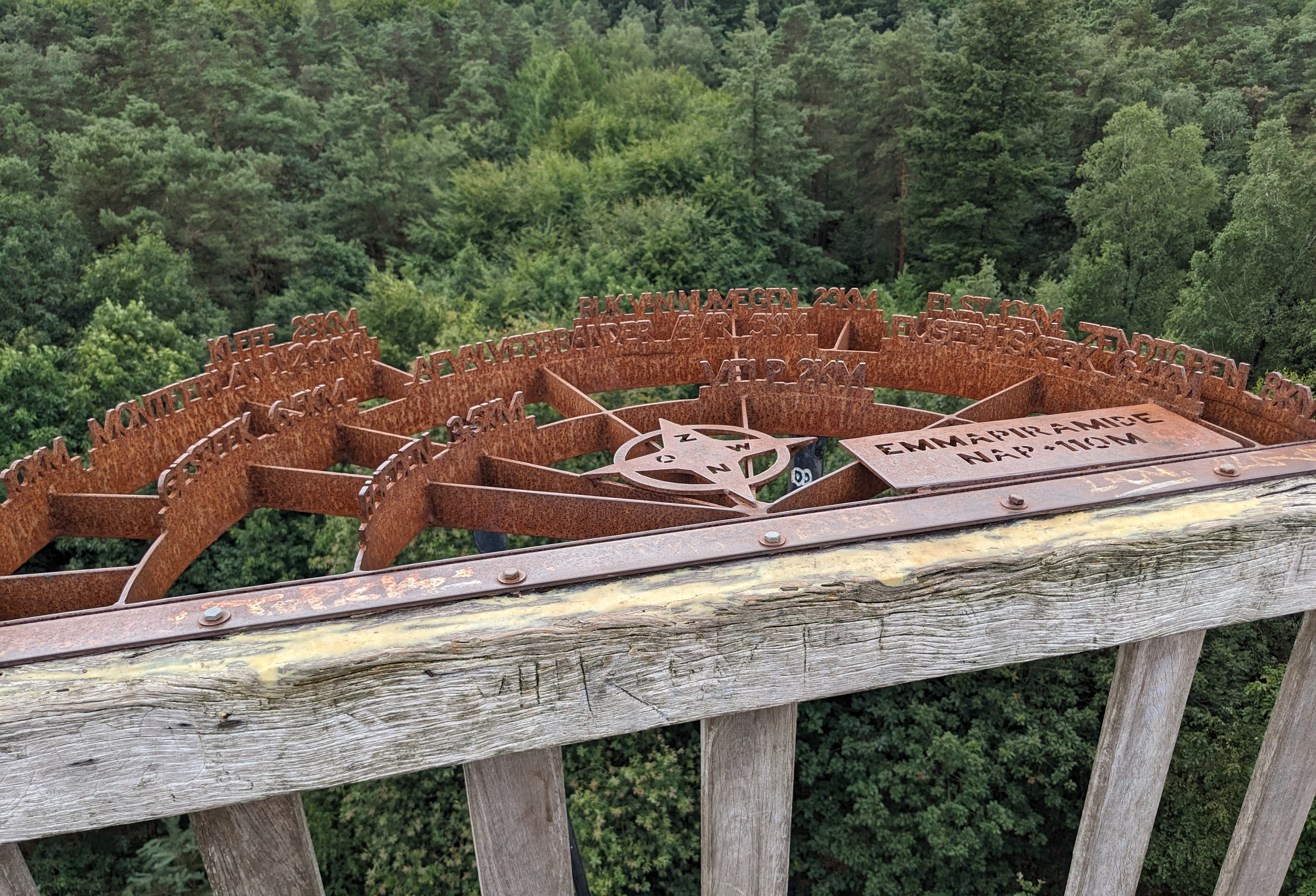
Het in 2018 geplaatste oriëntatiebord van Ralph Lambertz
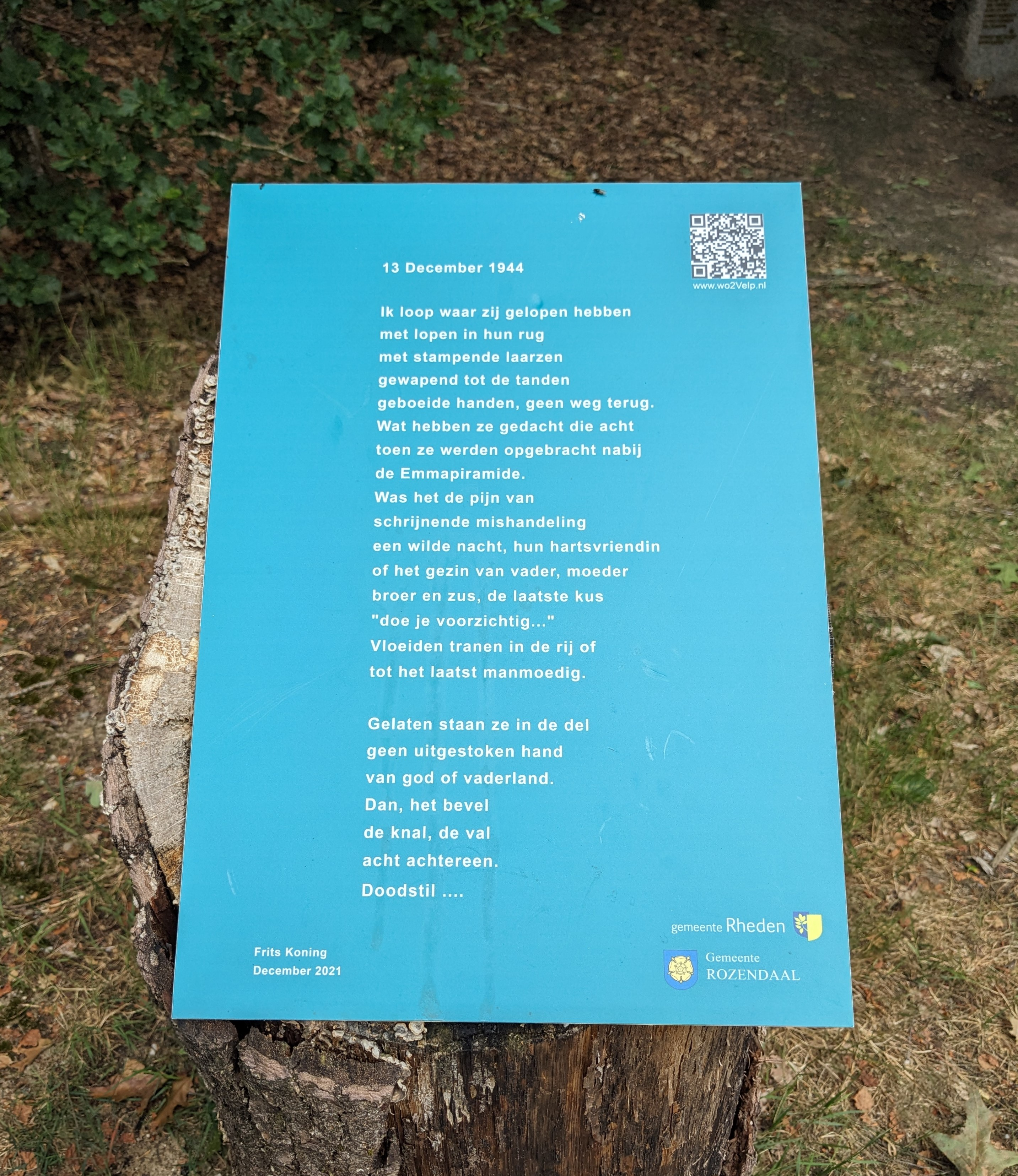
Gedicht van Frits Koning